# Адлер, Сара (1978)
Са́ра А́длер (фр. Sarah Adler, ивр. שרה אדלר‎; род. в 18 июня 1978 году в Париже, Франция) — современная французская и израильская актриса.

## Биография
Адлер наиболее известна по ролям в фильмах «Камни» (2004), реж. Рафаэль Наджари; «Наша музыка» (2004), реж. Жан-Люк Годар; и «Мария-Антуанетта» (2006). Адлер была номинирована на премию Европейской киноакадемии лучшей актрисе за роль в фильме «Наша музыка» и на премию «Офир» за роль в фильме «Медузы», который завоевал «Золотую камеру» на Каннском кинофестивале. В 2018 году завоевала премию «Офир» за главную роль в фильме «Кондитер».

## Личная жизнь
Адлер вышла замуж за режиссёра Рафаэля Наджари.

## Избранная фильмография
- «Камни» (2004)
- «Наша музыка» (2004)
- «Мария-Антуанетта» (2006)
- «Ультиматум» (2009)
- «Реставрация» (2011)
- «Закат» (2014)
- «Цили» (2014)
- «Кондитер» (2017)
- «Фокстрот» (2017)
- «Рецепт любви» (2023)

## Награды и номинации
| Год  | Награда                         | Категория      | Фильм         | Результат |
| ---- | ------------------------------- | -------------- | ------------- | --------- |
| 2004 | Премия Европейской киноакадемии | Лучшая актриса | «Наша музыка» | Номинация |
| 2007 | Офир                            | Лучшая актриса | «Медузы»      | Номинация |
| 2018 | Офир                            | Лучшая актриса | «Кондитер»    | Победа    |